# Lena Stigrot
Lena Stigrot (* 20. Dezember 1994 in Bad Tölz) ist eine deutsche Volleyballspielerin. Sie gewann zweimal den DVV-Pokal und wurde einmal deutsche Meisterin. Mit der Nationalmannschaft nahm sie an mehreren Europameisterschaften und an den Europaspielen teil.

## Karriere
Stigrot war zunächst in der Leichtathletik aktiv, bevor sie beim TV Lenggries mit dem Volleyball begann. Anschließend spielte sie beim TV Planegg-Krailling. 2009 wechselte sie zum Bundesligisten Rote Raben Vilsbiburg. Dort gehörte sie zu den ersten Schülerinnen des neu gegründeten Volleyballinternats. Sie spielte in den ersten beiden Jahren mit der zweiten Mannschaft des Vereins in der Zweiten Bundesliga Süd. Mit der deutschen U18-Nationalmannschaft erreichte sie 2011 bei der Europameisterschaft in Ankara den vierten Platz.
2011 kam Stigrot auch in die Erstliga-Mannschaft der Roten Raben. Im DVV-Pokal 2011/12 erreichte sie mit Vilsbiburg das Finale, das gegen den Schweriner SC verloren ging. In den Bundesliga-Playoffs unterlag die Mannschaft im Halbfinale demselben Gegner. Stigrot wurde 2012 mit der deutschen U19 Fünfte der Europameisterschaft. In der Saison 2012/13 kam sie mit dem Verein in den nationalen Wettbewerben jeweils ins Halbfinale, im DVV-Pokal gegen Schwerin und in der Bundesliga gegen den Dresdner SC. 2013/14 gewann sie im Finale gegen die VolleyStars Thüringen erstmals den DVV-Pokal und stand auch Playoff-Finale, in dem Vilsbiburg Dresden unterlag.

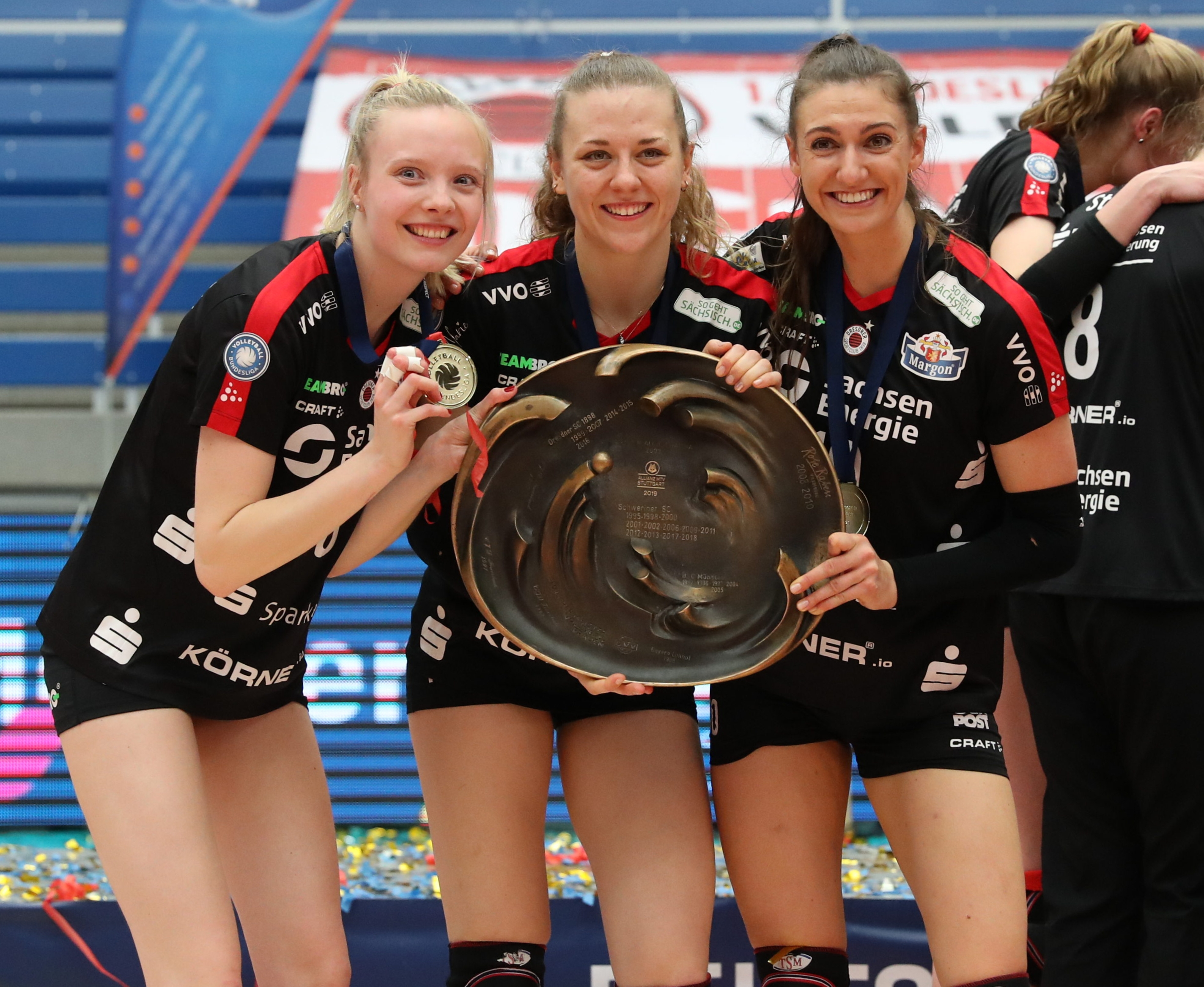
Stigrot (rechts) zusammen mit Jennifer Janiska (links) und Maja Storck (Mitte) mit der Meisterschale (2021)

Im DVV-Pokal 2014/15 unterlag der Titelverteidiger im Halbfinale den Ladies in Black Aachen. Auf europäischer Ebene musste sich die Mannschaft  in der ersten Runde des CEV-Pokals Lokomotiv Baku geschlagen geben, erreichte dann aber im Challenge Cup noch das Viertelfinale gegen Bursa BBSK. In der Bundesliga-Saison kam Vilsbiburg in der Hauptrunde nicht über den achten Platz hinaus und schied im Viertelfinale gegen Dresden aus. Mit der deutschen Nationalmannschaft wurde die Außenangreiferin Fünfte bei den Europaspielen 2015. Bei der Europameisterschaft 2015 gab es das gleiche Ergebnis nach einem 2:3 im Viertelfinale gegen die Türkei.
Die Saison 2015/16 verlief mit dem Achtelfinal-Aus im DVV-Pokal und dem verlorenen Playoff-Viertelfinale weniger erfolgreich für Stigrot und Vilsbiburg. Ein Jahr später unterlag die Mannschaft im DVV-Pokal erst im Halbfinale gegen Stuttgart. In der Bundesliga musste sie sich erneut als Tabellensechster der Hauptrunde im Playoff-Viertelfinale geschlagen geben. 2017/18 endeten beide Wettbewerb für Vilsbiburg im Viertelfinale: im Pokal gegen Schwerin und in der Liga als Hauptrunden-Achter gegen Stuttgart.
Anschließend wechselte Stigrot zum Ligakonkurrenten Dresdner SC. Mit dem neuen Verein schied sie im DVV-Pokal 2018/19 bereits im Achtelfinale gegen Stuttgart aus und musste sich in der Bundesliga im Playoff-Viertelfinale Aachen geschlagen geben. Auch im CEV-Pokal schied Dresden in der ersten Runde gegen Yamamay Busto Arsizio aus. Die folgende Saison verlief erfolgreicher. Stigrot gewann mit Dresden den DVV-Pokal 2019/20 im Finale gegen Stuttgart. Im CEV-Pokal stand der Verein im Halbfinale, als der Wettbewerb wegen der COVID-19-Pandemie abgebrochen wurde. In der ebenfalls vorzeitig beendeten Bundesliga-Saison stand der DSC einen Spieltag vor Ende der Hauptrunde auf dem vierten Tabellenplatz. Stigrot spielte auch in der Saison 2020/21 für Dresden. Es gelang der Gewinn der deutschen Meisterschaft. Anschließend wechselte sie nach Italien, zunächst zum Roma Volley Club, 2022 zu E-Work Busto Arsizio  und 2023 zu Cuneo Granda San Bernardo.